# アフタヌーンシーズン増刊
『アフタヌーンシーズン増刊』（アフタヌーンシーズンぞうかん）は、かつて講談社が発行していた漫画雑誌。
『月刊アフタヌーン』の増刊号として創刊され、1987年9月から1988年末までの全8号と、1999年から2002年まで全14号の、二つの時期において発行された。なお、後続の増刊誌として2008年創刊の『good!アフタヌーン』がある。
本誌アフタヌーンで連載を持つ作家の読み切り作品の他、「アフタヌーン四季賞」出身の新人による連載や、四季賞入賞作品などが掲載された。
2002年の休刊に際しては、『蟲師』、『もっけ』、『ラブやん』、『ななはん』、『SHADOW SKILL』など、一部の連載作品が本誌『アフタヌーン』へと移籍した。

## 主な掲載作品
作者名50音順
- PositioN（芦奈野ひとし）
- 蟲師（漆原友紀）
- メルトダウン（遠藤浩輝）
- SHADOW SKILL（岡田芽武）※「月刊ドラゴンジュニア」（富士見書房）より移籍。
- 女神調書（小原慎司）
- 神原則夫の人生劇場（神原則夫）
- ニャニャドヤラ（烏屋さと志）
- もっけ（熊倉隆敏）
- Sprichwörter Buch（駒井悠）
- さかもと未明のふにゃふにゃ（さかもと未明）
- おひっこし（沙村広明）
- みんみんミント（士貴智志）
- G組のG（真右衛門）※本誌と並行連載。
- Ordinary±（高橋慶太郎）
- ラブやん（田丸浩史）※「月刊アフタヌーン」へ移籍。
- NOiSE（弐瓶勉）
- おすすめのカワイイ（林実日子）
- めもり星人（フクヤジョウジ）
  - めもり星人 - マンガ図書館Z（外部リンク）
- ななはん〜七屋ちょこっと繁盛記〜（ももせたまみ）